# Рыбницкий район
Ры́бницкий райо́н (молд. Районул Рыбница) — административно-территориальная единица непризнанной Приднестровской Молдавской Республики. 26 июля главой Рыбницкого района был назначен Виктор Тягай.

## История
Рыбницкий район образован одновременно с созданием Молдавской АССР в составе Украинской ССР — 12 октября 1924.
2 августа 1940 года район вошёл в состав Молдавской ССР как район прямого республиканского подчинения, не входящий в состав уездов МССР.
В 1941—1944 годах район находился под румынской оккупацией и входил в состав губернаторства Транснистрия.
С 31 января 1952 года по 15 июня 1953 года Рыбницкий район вместе с рядом других районов входил в Кишинёвский округ. После ликвидации окружного деления район вновь перешёл в непосредственное республиканское подчинение.
В июне 1959 года в связи с укрупнением районов Молдавии, в состав Рыбницкого района включена территория упраздняемого Каменского района.
19 декабря 1962 года город Рыбница был передан в республиканское подчинение и выведен из состава района.
25 декабря 1962 года Рыбницкий район был ликвидирован и объединён с Дубоссарским районом, однако уже через 2 года (23 декабря 1964 года) был снова восстановлен.
Указом Президиума Верховного Совета МССР от 10 января 1969 года был восстановлен Каменский район, куда из Рыбницкого района были переданы практически все сельсоветы, ранее принадлежавшие Каменскому району.
В 1991 году, после выхода Молдавии из СССР и объявления ею независимости, власти левобережных районов бывшей МССР, обявили себя независимой Приднестровской Молдавской Республикой. С тех пор Рыбницкий район находится под контролем ПМР.
В 1999 году Молдавия провела административную реформу, в соответствии с которой районное деление левобережной территории упраздняется, а территория получает статус автономного территориального образования (АТО) Приднестровье. Однако по конституции ПМР все районы сохранились.

## География
Рыбницкий район расположен в северной части республики, на левом берегу Днестра. Граничит с Каменским и Дубоссарским районами ПМР, Шолданештским, Резинским и Оргеевским районами Молдавии и с Украиной.
Территория района составляет 850,2 км².

## Административное устройство
Район состоит из одного города и 23 сельсоветов, в составе которых находятся 47 населённых пунктов.
Административный центр района — город Рыбница. Сельсоветы и сёла, жирным выделен административный центр:
- Андреевский (сёла Андреевка, Пыкалово, Шмалена)
- Белочинский (село Белочи)
- Большемолокишский (село Большой Молокиш)
- Бутучанский (село Бутучаны)
- Броштянский (село Броштяны)
- Вадул-Туркулуйский (село Вадул-Туркулуй)
- Воронковский (сёла Буськи, Воронково, Гершуновка)
- Выхватинецкий (сёла Выхватинцы, Новая Жизнь)
- Гарабский (село Гараба)
- Гидиримский (село Гидирим)
- Ержовский (сёла Ержово, Сарацея)
- Журский (село Жура)
- Колбаснянский (сёла Колбасна, Сухая Рыбница, посёлок при ж/д станции Колбасна)
- Красненьский (сёла Дмитровка, Ивановка, Красненькое)
- Ленинский (сёла Ленино, Первомайск, Победа, Станиславка)
- Маломолокишский (село Малый Молокиш[5])
- Михайловский (сёла Журка[6], Михайловка)
- Мокрянский (сёла Бессарабка, Запорожец, Мокра, Шевченко)
- Попенский (сёла Владимировка, Зозуляны, Кирово, Попенки)
- Плотьянский (село Плоть)
- Строенецкий (село Строенцы)
- Советский (сёла Васильевка, Советское)
- Ульмский (сёла Лысая Гора, Малая Ульма, Новая Михайловка[7], Ульма)

## Население
По данным государственной службы статистики ПМР население района:
на 1 января 2020 года —  67 087 человек: 43 987 проживают в городе, 23 100 – в сельской местности,
на 1 января 2019 года составило 67 659 человек, в том числе городское (в г. Рыбница) — 44 362 человек,
на 1 января 2014 года — 72 677, в том числе городское — 47 949 человек,
на 1 января 2004 года — 76 301, в т.ч. городское — 50 086 человек.
Национальный состав (перепись 2004 года):
| Народ      | кол-во, чел. | % от всего | % от указав- ших |
| ---------- | ------------ | ---------- | ---------------- |
| Украинцы   | 37554        | 45,41%     | 47,69%           |
| Молдаване  | 24685        | 29,85%     | 31,35%           |
| Русские    | 14237        | 17,22%     | 18,08%           |
| Поляки     | 528          | 0,64%      | 0,67%            |
| Белорусы   | 412          | 0,50%      | 0,52%            |
| Болгары    | 309          | 0,37%      | 0,39%            |
| Евреи      | 177          | 0,21%      | 0,22%            |
| Немцы      | 150          | 0,18%      | 0,19%            |
| Гагаузы    | 149          | 0,18%      | 0,19%            |
| другие     | 543          | 0,66%      | 0,69%            |
| указали    | 78744        | 95,22%     | 100,00%          |
| не указали | 3955         | 4,78%      |                  |
| всего      | 82699        | 100,00%    |                  |

## Социальный сектор
В систему здравоохранения входят 2 больничных учреждения, 14 поликлиник, 23 фельдшерских здравпункта, санитарно-эпидемиологическое учреждение, станция скорой помощи, 18 аптек, Дом-интернат для престарелых и инвалидов и санаторий-профилакторий.
В районе действуют 32 клубных учреждения, 8 музеев, 31 библиотека.

## Уроженцы Рыбницкого района
- Богдеско, Илья Трофимович — молдавский график, народный художник СССР
- Дога, Евгений Дмитриевич — молдавский композитор,  народный артист МССР и СССР, заслуженный деятель искусств МССР
- Еж, Теодор Томаш — польский писатель, деятель польского национально-освободительного движения
- Крученюк, Пётр Аксентьевич — молдавский писатель
- Паскарь, Пётр Андреевич — молдавский государственный и партийный деятель
- Рубинштейн, Антон Григорьевич — русский пианист, композитор, дирижёр, педагог и музыкально-общественный деятель
- Созинов, Алексей Алексеевич — украинский селекционер растений, академик АН УССР, академик ВАСХНИЛ
- Штырбул (Штирул, Штирбу), Кирилл Антонович (1915 - 1997) — молдавский актёр, народный артист СССР